# Gwenview
Gwenview ist ein Programm zum Betrachten und zur Verwaltung von Fotos und Bildern für das K Desktop Environment. Es wurde für KDE 3 entwickelt und ist als KDE-Anwendungsprogramm erstmals in KDE SC 4 mit enthalten. Es wird als freie Software unter der GNU General Public License (GPL) verbreitet.
(gwen kommt aus dem Bretonischen, bedeutet weiß und ist auch ein gebräuchlicher Vorname; view ist englisch für betrachten oder Sicht.)
Es unterstützt eine Vielzahl von Bildformaten, bietet Albenfunktionen und Unterstützung für diverse Standards, wie zum Beispiel Exif. Mit Hilfe der KIPI-Plug-ins können Bilder weiterverarbeitet und unter anderem exportiert werden. Des Weiteren kann es innerhalb des Konqueror als Bild-Anzeige arbeiten, und so erweiterte Betrachtungsmöglichkeiten einbringen.